# 2009 en Italie
Chronologie de l'Italie
- 2005
- 2006
- 2007
- 2008
- 2009
- 2010
- 2011
- 2012
- 2013

2007 par pays en Europe - 2008 par pays en Europe - 2009 par pays en Europe - 2010 par pays en Europe
2007 en Europe - 2008 en Europe - 2009 en Europe - 2010 en Europe - 2011 en Europe

## Événements

### Janvier 2009
- Lundi 5 janvier 2009 : le groupe Air France-KLM accepte de relever son offre de 250 à « plus de 300 millions d'euros » pour reprendre 25 % de la compagnie italienne Alitalia, afin de contrer la compagnie allemande Lufthansa elle aussi sur les rangs, selon le quotidien économique Les Échos. La presse italienne présente comme certain un accord entre Alitalia et Air France-KLM, par lequel la compagnie franco-néerlandaise devrait prendre 25 % du capital de l'italienne.

- Mercredi 7 janvier 2009 : la compagnie allemande Lufthansa n'a finalement fait aucune offre pour prendre une participation au sein de la nouvelle Alitalia, a affirmé ce soir le chef du gouvernement italien Silvio Berlusconi, alors qu'un accord avec Air France-KLM semble de plus en plus proche. Après des mois de négociations très tendues avec les syndicats — le plan de reprise entraîne finalement 3 250 suppressions d'emplois —, la CAI a racheté mi-décembre les activités de transport de passagers d'Alitalia pour 1 052 milliard d'euros, et va les fusionner avec Air One, le deuxième transporteur aérien en Italie. La nouvelle compagnie ne desservira plus que 70 destinations, dont 23 nationales, 34 internationales et 13 intercontinentales, avec 670 vols quotidiens prévus contre 1 050 pour l'ancienne compagnie.

- Jeudi 8 janvier 2009 :

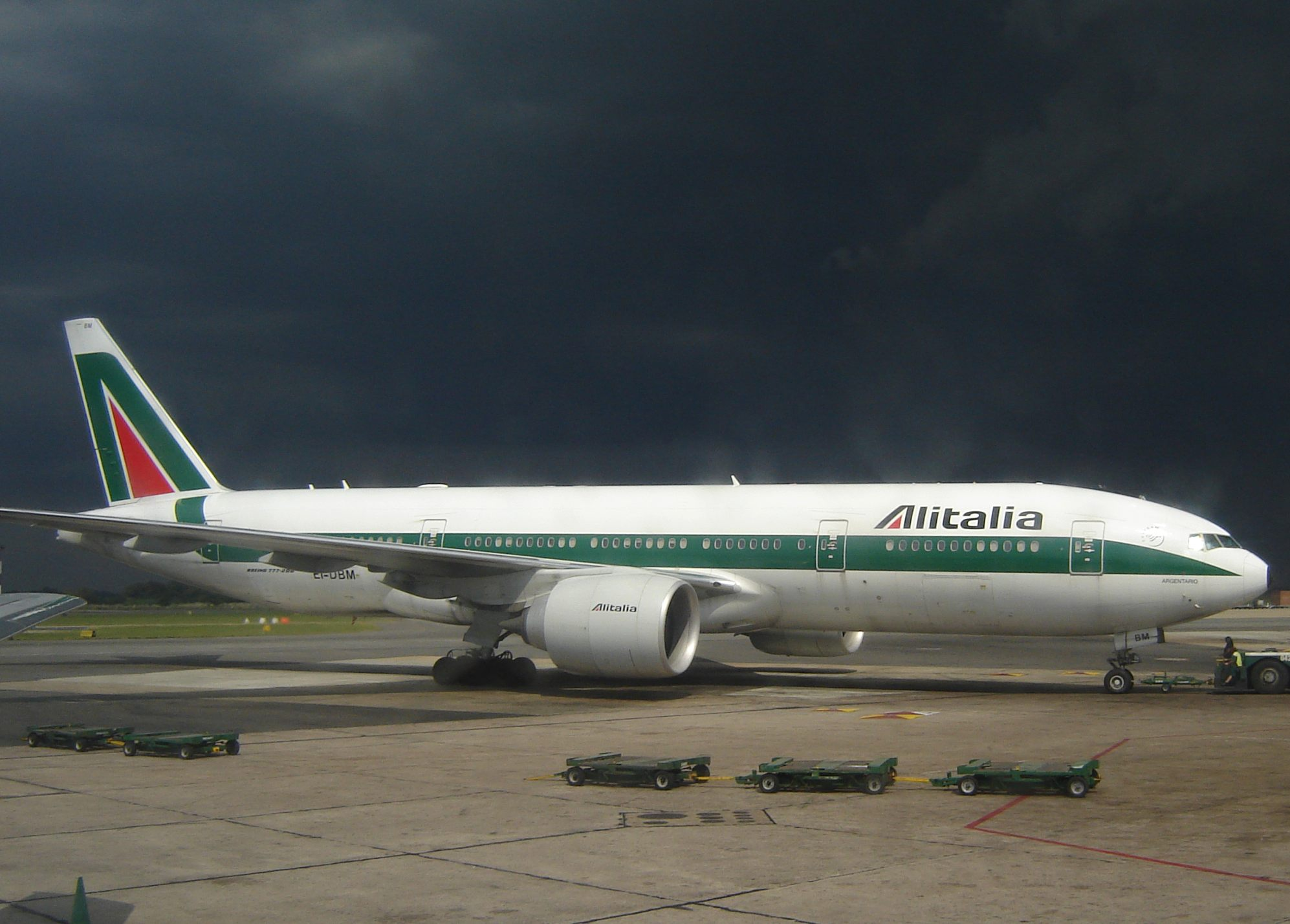
Boeing d'Alitalia

  - à la suite d'un arrêt de travail imprévu d'une partie du personnel à terre, la compagnie aérienne Alitalia a dû supprimer 70 vols — 29 vols au départ et 41 vols à l'arrivée, dont 38 internationaux — ce matin à l'aéroport de Rome-Fiumicino. Le mouvement de protestation a été initié par le personnel chargé du nettoyage des avions et des bagages qui craint de perdre son travail après le lancement, le 13 janvier prochain, de la nouvelle Alitalia qui doit naître de son rachat par la Cai, une alliance de grands patrons italiens et de sa fusion avec Air One[1];
  - selon le ministre du Développement économique, Claudio Scajola, le pays dispose de réserves importantes de gaz équivalentes à deux mois de consommation. Le gaz russe représente 27 % des importations gazières de l'Italie. Les autres pays fournisseurs sont la Libye, l'Algérie, la Norvège, la Grande-Bretagne et les Pays-Bas. Il a par ailleurs indiqué qu'un projet de loi en discussion au Parlement allait permettre de lever les obstacles à l'extraction de gaz dans le nord de l'Adriatique, au large de la région de Venise, afin de diminuer la dépendance du pays vis-à-vis des importations.

- Vendredi 9 janvier 2009 : selon le quotidien La Repubblica, le petit syndicat autonome Flaica-Uniti-Cub, qui regroupe des commerçants de Rome, propose dans des tracts et sur son site internet de « ne plus rien acheter dans les commerces appartenant à des membres de la communauté juive en signe de protestation » contre Israël et contre les bombardements de la bande de Gaza, ce qui a soulevé une indignation générale des responsables politiques. Le maire de Rome Gianni Alemanno, issu du parti Alliance nationale (droite nationaliste) a condamné cette initiative « folle et criminelle », précisant :« C'est avec ce genre [de propositions] qu'a commencé la discrimination de la part des nazis, ces choses n'ont pas lieu d'être dans notre ville »[2].

- Samedi 10 janvier 2009 : 524 immigrants clandestins, sur deux embarcations, ont débarqué tôt dans la nuit dans la petite île italienne de Lampedusa. Selon le ministère de l'Intérieur, près de 31 700 immigrants ont débarqué à Lampedusa en 2008, soit une augmentation de 75 % par rapport à l'année précédente.

- Lundi 12 janvier 2009 : l'Union des athées et des agnostiques rationalistes annoncent une campagne d'affichage affirmant l'inexistence de Dieu qui commencera le 4 février sur deux autobus de Gênes, la ville dont l'archevêque, Angelo Bagnasco, est le chef de la puissante Conférence épiscopale italienne. La méthode choisie et l'inscription retenue — « La mauvaise nouvelle est que Dieu n'existe pas. La bonne est qu'on n'en a pas besoin » — ont été perçues comme une provocation par l'archevêché : « Il y a des méthodes qui favorisent le dialogue et d'autres qui nourrissent l'intolérance, et l'opposition frontale est toujours une manifestation d'intolérance ».

- Mardi 13 janvier 2009 : le président du Conseil, Silvio Berlusconi, proche de Vladimir Poutine, déclare qu'il ne pouvait que « comprendre les raisons de Gazprom », le géant gazier russe, dans la crise du gaz qui oppose Moscou à Kiev.

- Mercredi 14 janvier 2009 : l'un des mafieux les plus recherchés d'Italie, Giuseppe Setola, est arrêté à Mignano Montelungo (région de Naples) par les carabiniers. Inscrit sur la liste des 30 fugitifs les plus dangereux d'Italie, il appartient au clan des Casalesi, le plus sanguinaire de la mafia napolitaine, la Camorra. Il est soupçonné d'être le chef du commando qui a abattu par balles six Africains en septembre dernier près de Naples.

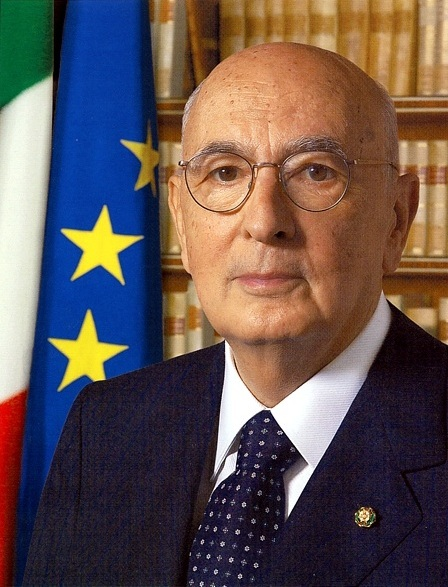
Président Giorgio Napolitano
(avril 2007)

- Samedi 17 janvier 2009 : le chef de l'État Giorgio Napolitano a adressé une « lettre personnelle » au président Luiz Inacio Lula da Silva lui faisant part de sa « profonde surprise » et de son « regret » après la décision du gouvernement brésilien d'accorder le statut de réfugié politique à l'ex-activiste d'extrême-gauche, Cesare Battisti, dont l'Italie réclame l'extradition et qui a été « condamné à la réclusion à perpétuité après avoir été jugé coupable, entre autres, de quatre homicides à but terroriste ».

- Mardi 20 janvier 2009 : le vice-président de Fiat et représentant de la famille Agnelli, John Elkann confirme une information du quotidien spécialisé Automotive News, à savoir que le groupe automobile a des discussions avec l'américain Chrysler et Cerberus Capital Management qui détient 80,1 % de Chrysler. Selon le Wall Street Journal, Fiat s'apprêterait à prendre une participation de 35 % au capital de son concurrent américain Chrysler dans le cadre d'un partenariat stratégique entre les deux entreprises; De plus, Fiat disposerait d'une option pour porter sa participation à terme à 55 %[3].

- Mercredi 21 janvier 2009 : selon le ministre chargé des rapports avec le Parlement, Elio Vito, l'Italie envisage un recours devant la Cour suprême du Brésil après le refus de ce pays d'extrader, l'ancien activiste de gauche, Cesare Battisti, condamné pour meurtres, exprimant son souhait que « soient créées les conditions pour réexaminer » cette décision du gouvernement brésilien.

- Jeudi 22 janvier 2009 :
  - selon le quotidien La Repubblica, le groupe Fiat après avoir annoncé son entrée dans le capital du constructeur américain Chrysler, serait « en train d'étudier une opération qui aurait comme objectif final un mariage avec Peugeot-Citroën ». Pour y parvenir, le patron de Fiat, Sergio Marchionne, et la famille Agnelli prépareraient une augmentation de capital d'un montant de deux milliards d'euros, qui prévoit la conversion des actions privilégiées en actions ordinaires. Le groupe automobile annonce une très sombre année 2009, « la plus difficile de tous les temps » et révise fortement à la baisse ses prévisions de profits pour l'année;
  - l'Institut valdôtain de l'artisanat de tradition ouvre à Fénis, dans la Vallée d'Aoste, le Musée de l'artisanat valdôtain de tradition, offrant un aperçu historique de l'artisanat valdôtain, dans lequel une salle est consacrée à la millénaire Foire de Saint-Ours.

- Samedi 24 janvier 2009 : quelque 700 immigrés clandestins sur les deux mille présentes se sont enfuis du centre de rétention de l'île de Lampedusa en forçant les grilles et rejoignent les rangs d'une manifestation organisée dans les rues de la ville par des organisations protestant contre le traitement réservé aux migrants. La veille, le Haut-Commissariat de l'ONU pour les réfugiés (HCR) avait vivement critiqué l'Italie pour les conditions de vie faites aux migrants à Lampedusa, une île plus proche de l'Afrique du Nord que du continent européen, et où échouent nombre de candidats à l'immigration clandestine en Europe.

- Dimanche 25 janvier 2009 :

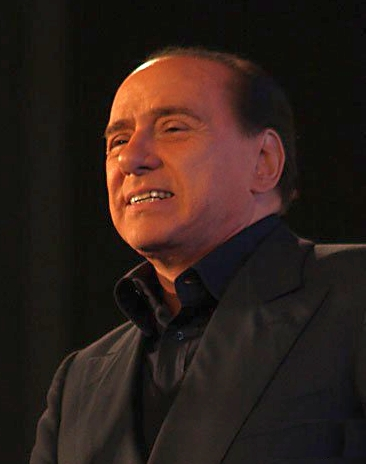
Silvio Berlusconi
(mars 2008)

  - le président du Conseil Silvio Berlusconi déclenche une polémique en déclarant que les femmes italiennes sont si jolies qu'elles ont besoin d'êtres escortées par des soldats pour éviter d'être violées. Le gouvernement a comme projet de déployer 30 000 soldats dans les rues des villes italiennes pour lutter contre la criminalité, proposant « de multiplier par dix le nombre de militaires qui, au lieu de monter la garde dans le désert des tartares combattront l'armée du mal, la criminalité diffuse ». Selon les syndicats policiers « Il ne suffit pas de mettre des soldats dans les rues pour combattre la criminalité. Le crime, surtout le crime organisé, se combat par des renseignements et des investigations »;
  - Carla Bruni-Sarkozy s'est défendue, dans une émission de la télévision RAI, de toute intervention dans la décision du président brésilien de refuser l'extradition vers l'Italie de l'ex-militant d'extrême gauche Cesare Battisti.

- Lundi 26 janvier 2009 : le patron de Fiat, Sergio Marchionne, deux jours avant une table ronde sur l'automobile convoquée à Rome au siège du gouvernement par Silvio Berlusconi, alors qu'il avait auparavant exclu une aide à ce secteur, déclare que quelque 60 000 employés du secteur automobile risquaient de se retrouver au chômage en Italie si le gouvernement ne prenait pas de mesures de soutien au secteur qui est en train de vendre 60 % en moins que l'année dernière.

- Mardi 27 janvier 2009 : le ministre des Affaires étrangères, Franco Frattini, rappelle pour consultations son ambassadeur au Brésil, après le refus du procureur général de ce pays d'extrader Cesare Battisti, l'ancien militant de gauche, ancien responsable des Prolétaires armés pour le communisme et condamné en 1993 par la justice italienne à la réclusion à perpétuité pour quatre meurtres commis dans les années 1970.

- Mercredi 28 janvier 2009 :
  - les carabiniers ont démantelé un vaste réseau de faussaires, fabriquant des euros, mais aussi de faux documents ou de faux timbres fiscaux. La majeure partie des 94 personnes arrêtées provient de la Campanile et de la Calabre. Ce réseau était constitué de 11 clans criminels qui se sont regroupés dans une véritable holding. Les faussaires opéraient dans d'autres pays européens, comme l'Allemagne, l'Espagne, la Lituanie et même la France;
  - le prince Emmanuel-Philibert de Savoie, descendant de la Maison royale italienne, lance une ligne de vêtements baptisée « Prince d'Italie » et frappée d'un logo représentant les armes de la famille. La première collection est dessinée par le styliste Raimondo Ciofani et devrait sortir en magasin dès cet été.

- Vendredi 30 janvier 2009 : à la suite du tollé général provoqué par l'Union des athées et des agnostiques rationalistes, la formule initialement prévue pour sa campagne d'affichage par l'association : « La mauvaise nouvelle est que Dieu n'existe pas. La bonne est qu'on n'en a pas besoin » est changée en « La bonne nouvelle est qu'il y a des millions d'athées en Italie. La meilleure nouvelle est qu'ils croient en la liberté d'expression ». Selon l'association, le message retenu reste « très fort, car les responsables de l'Église ne veulent pas que les gens sachent qu'il y a un si grand nombre d'athées en Italie », précisant que l'UAAR recruté 700 nouveaux membres grâce à cette initiative.

### Février 2009

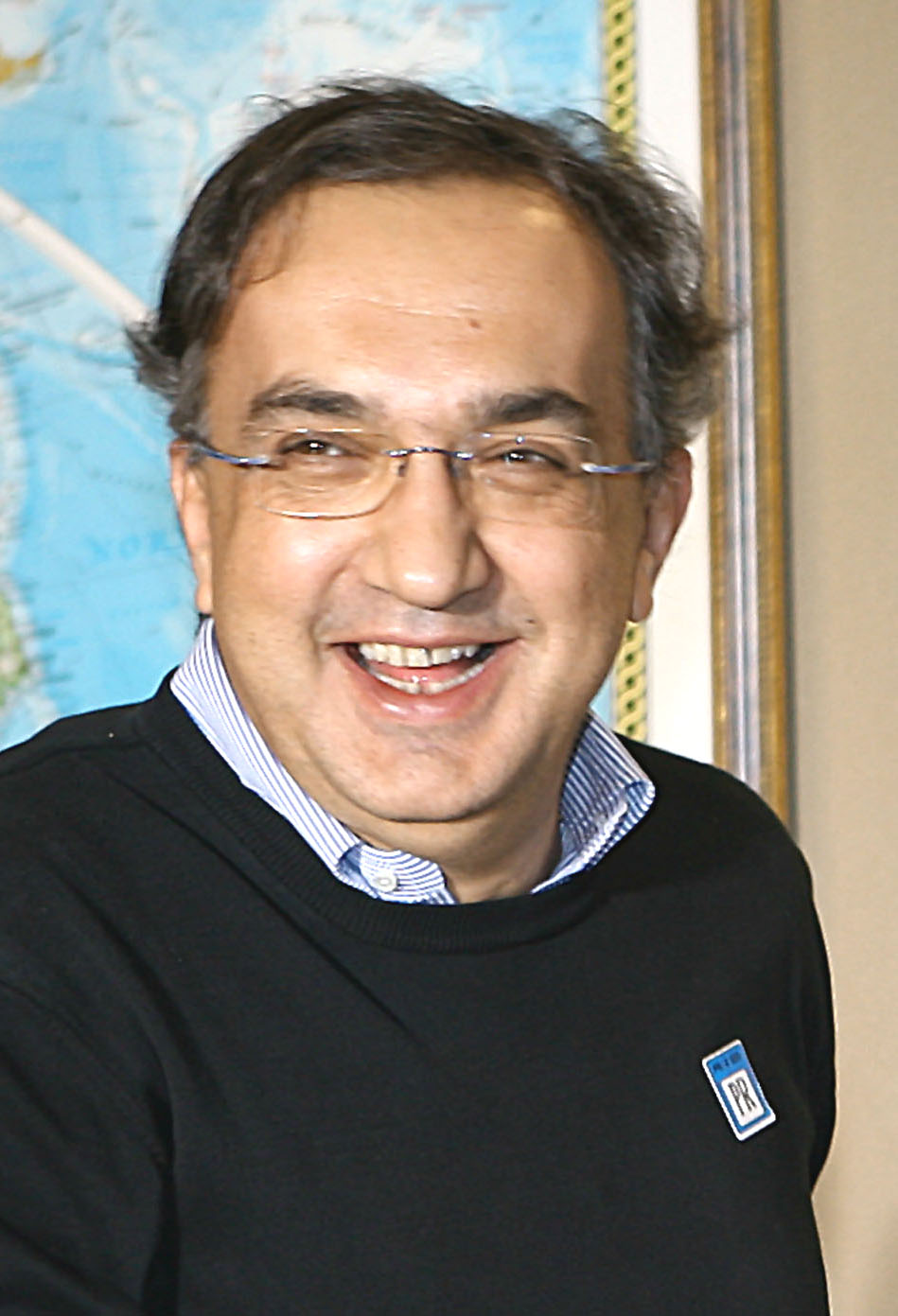
Sergio Marchionne
(janvier 2007)

- Mardi 3 février 2009 : selon Sergio Marchionne, l'alliance avec Chrysler est un « billet de loterie » qui pourrait ne rien valoir si le constructeur américain ne se redresse pas. Chrysler peut être viable, mais il n'est cependant pas sûr que le groupe ait besoin de trois marques (Chrysler, Dodge, Jeep).

- Mercredi 4 février 2009 :
  - Eluana Englaro, dans le coma depuis dix-sept ans, plongée dans un état végétatif depuis un accident de voiture en 1992, est transférée sur décision de justice dans une clinique privée où les soignants doivent arrêter de l'alimenter et de l'hydrater. Selon les médecins, la mort d'Eluana Englaro interviendra deux semaines après l'interruption de son alimentation, et la malade, placée sous sédatifs, ne souffrira pas. Pour son père d'Eluana, c'est la fin de dix ans de combat judiciaire;
  - la famille de Carla Bruni, l'épouse d'origine italienne du président français Nicolas Sarkozy, est en train de vendre son château de Castagneto Po, dans la région de Turin (nord), à un cheikh arabe pour 9 millions d'euros. Le château avait été acquis en 1952 par Alberto Bruni Tedeschi, héritier d'une riche famille d'industriels, qui y a réalisé d'importants travaux de restructuration. D'une superficie de 1 500 mètres carrés et comprenant 40 pièces, il est situé dans un parc aux arbres séculaires. Les meubles ont déjà été vendu aux enchères à Londres pour plus de 10 millions d'euros.

- Vendredi 6 février 2009 : le président du Conseil Silvio Berlusconi engage un bras de fer constitutionnel avec le chef de l'État pour empêcher l'euthanasie d'Eluana Englaro, une jeune femme dans le coma depuis 17 ans et récemment admise dans une clinique privée où il est prévu d'arrêter de l'alimenter et de l'hydrater. Le chef du gouvernement a adopté un « décret d'urgence » pour « sauver Eluana » et interdire son euthanasie, alors même que la justice avait reconnu, à la demande de sa famille, son droit de mourir après d'intenses combats judiciaires. Ce cas ne divise plus seulement l'opinion publique en Italie, mais également la classe politique.

- Samedi 7 février 2009 : le Fonds monétaire international estime que : « Comme le reste de la zone euro, l'Italie est actuellement durement frappée par la dégradation de l'environnement économique, même si son secteur financier a continué à relativement bien résister […] La récession s'aggrave et, même si une reprise progressive est prévue en 2010, la possibilité que le recul de l'activité se prolonge ne peut pas être écartée ». Le pays va connaître trois années consécutives de contraction du produit intérieur brut (-0,6 % en 2008, -2,1 % en 2009 et -0,5 % en 2010). Le FMI s'inquiète de l'aggravation du déficit public, qui atteindrait l'équivalent de 2,7 % du produit intérieur brut cette année et 3,9 % la suivante. La dette publique devrait passer de 105,6 % du PIB cette année à 109,4 % en 2010. Le FMI souligne « l'importance de la réduction de la réglementation, de l'accroissement de la concurrence, et de l'amélioration de l'environnement pour les entreprises pour augmenter la productivité et le potentiel de croissance de l'Italie ».

- Dimanche 8 février 2009 : le dalaï-lama est à Rome où il doit recevoir le titre de « citoyen d'honneur » de la ville en raison de « son engagement international en faveur d'une solution pacifique pour le Tibet » et pour avoir affirmé l'importance « des droits de l'homme et de la paix entre les peuples ». La dernière visite du chef spirituel des bouddhistes tibétains et prix Nobel de la paix 1989 en Italie remonte à décembre 2007.

- Jeudi 12 février 2009 : Carla Bruni-Sarkozy, lors d'une visite au Burkina Faso, accuse l'Italie de pas avoir versé 130 millions d'euros promis au Fonds mondial de lutte contre le sida dont elle est l'ambassadrice, affirmant qu'en cas de non-versement de la somme promise, la Péninsule serait exclue du conseil d'administration de ce Fonds mondial de lutte contre le sida, la tuberculose et le paludisme. Le ministère des Affaires étrangères italien affirme avoir « jusqu'à la fin de l'année » pour verser sa contribution[4].

- Vendredi 13 février 2009 : l'Italie, entrée en récession au troisième trimestre 2008, a vu son PIB reculer de 2,6 % en glissement annuel sur l'ensemble de l'année 2008, selon une première estimation de l'institut de statistiques Istat.

- Dimanche 15 février 2009,  Sardaigne : Le candidat du parti du peuple des libertés de Silvio Berlusconi, Ugo Capellaci remporte l'élection régionale en Sardaigne avec 51,86 % des voix contre le président de gauche sortant Renato Soru (Parti démocrate) qui a obtenu 42,9 %. d'environ 9 points, selon des résultats quasi-définitifs publiés ce matin par l'Ansa.

- Lundi 16 février 2009 :

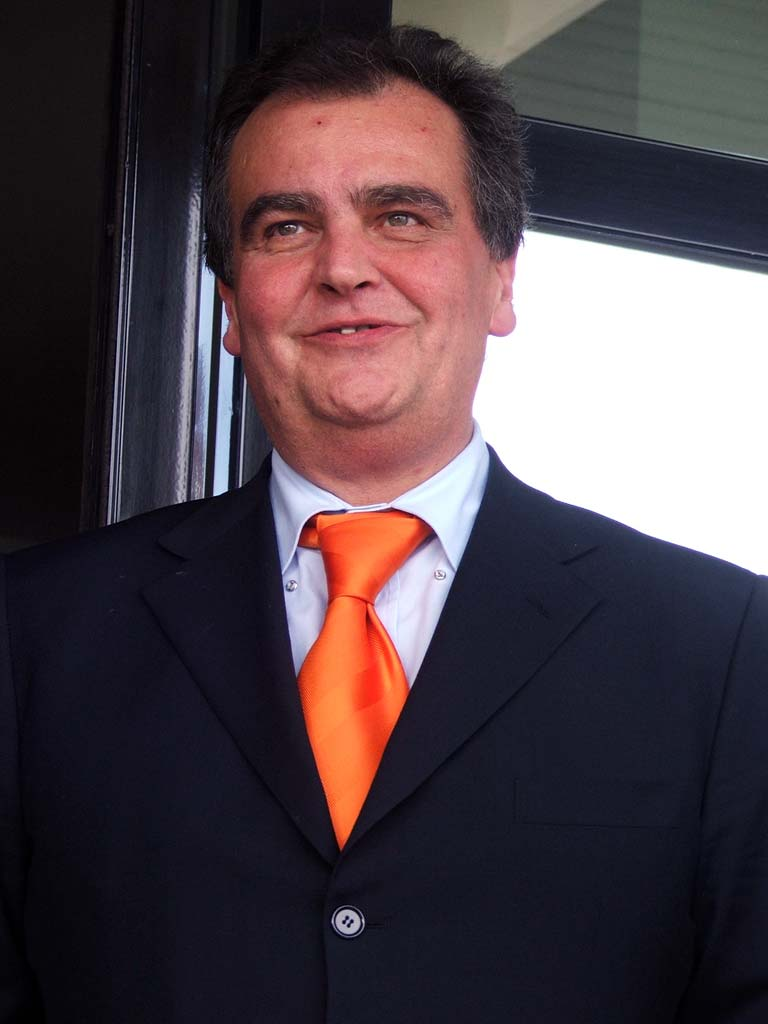
Roberto Calderoli
(mars 2008)

  - à la suite de plusieurs affaires de viols lors de ces derniers jours, Roberto Calderoli, ministre de la Simplification administrative et membre de la Ligue du Nord, estime que l'Italie doit pouvoir recourir dans certains cas à la castration chirurgicale des personnes coupables d'agression sexuelle : « Face à certains cas, je ne pense pas qu'une réinsertion soit possible […] je crois que la castration chimique peut être insuffisante et qu'il ne reste que la castration chirurgicale. La société doit se défendre ». Le gouvernement annonce un prochain décret-loi pour que les auteurs d'agression sexuelle soient systématiquement mis sous les verrous et qu'ils ne puissent être assignés à résidence dans l'attente de leur jugement;
  - la concession d'exploitation de la filiale du pétrolier Total Italie sur le gisement « Tempa Rossa » en Basilicate (sud) est suspendu à l'issue d'une enquête préliminaire ayant révélé des faits de « corruption » et des « appels d'offres truqués » pour un montant d'environ 10 millions d'euros dans le but de mener « des activités ayant pour but de fausser la concurrence » et « visant à réaliser des profits énormes » au détriment de la collectivité[5];
  - le groupe Italcementi se restructure en absorbant complètement sa filiale « Ciments français ».

- Mardi 17 février 2009 : à la suite de la défaite de la gauche en Sardaigne alors qu'elle en avait fait un test national, son chef Walter Veltroni présente sa démission à la tête du Parti démocrate. Alors maire de Rome, il avait pris la tête du Parti démocrate à l'issue de primaires en octobre 2007, mais avait déjà subi une sévère défaite aux législatives d'avril 2008 face à la droite emmenée par Silvio Berlusconi, il avait aussi perdu la mairie de Rome.

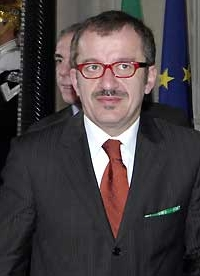
Roberto Maroni
(février 2007)

- Vendredi 20 février 2009 : le ministre de l'intérieur, Roberto Maroni, l'un des responsables de la Ligue du Nord, obtient du gouvernement de renforcer l'arsenal des mesures sécuritaires avec l'adoption d'un décret-loi légitimant les « rondes de citoyens » pour lutter contre la criminalité. Le décret-loi règlemente les patrouilles de citoyens afin que « les rondes spontanées », un phénomène répandu dans le nord du pays, fief de la Ligue du Nord, deviennent celles de « volontaires pour la sécurité ».

- Samedi 21 février 2009 : le Parti démocrate, principale organisation de la gauche, porte à sa tête le député Dario Franceschini (50 ans), bras droit de l'ancien chef Walter Veltroni, avec 1 047 voix contre 92 pour Arturo Pasi. Le parti démocrate est en proie à une grave crise après une série de défaites électorales. Il a assuré avant le vote qu'il souhaitait seulement rendre « un service au parti » et que son travail « s'achèvera en octobre avec les primaires et le congrès ».

- Lundi 23 février 2009 :
  - le président du Conseil Silvio Berlusconi annonce « un plan de soutien à l'économie de la Cisjordanie » que l'Italie veut présenter lors du sommet du G8 qu'elle présidera, en juillet 2009. Ce plan « prévoit la création d'un aéroport international pour faire venir les touristes catholiques sur les Lieux Saints à partir de Bethléem » ainsi que « la construction d'hôtels de la part des principaux groupes du secteur et d'établissements des plus grands groupes internationaux »;
  - un tableau qui pourrait être un portrait de Léonard de Vinci (1452-1519) a été découvert dans le village d'Acerenza (sud). On y voit un homme au nez aquilin, yeux bleus et longue barbe blanche, coiffé d'un chapeau à plume. La toile a été retrouvée par hasard par Nicola Barbatelli, historien spécialiste du Moyen Âge, alors qu'il effectuait des recherches dans les archives d'une riche famille italienne.

- Mardi 24 février 2009 : le groupe énergétique ENEL (Ente Nazionale per l'Energia Elettrica) signe avec le français EDF (Électricité de France), au cours du sommet franco-italien de Rome, un accord portant sur la construction d'« au moins » quatre réacteurs nucléaires de troisième génération EPR (European Pressurized Reactor) qui seront construits en Italie. La première unité devrait être opérationnelle au plus tard en 2020.

- Mercredi 25 février 2009 : ouverture de la Fashion Week de Milan (25 février-4 mars) marqué par la crise. Le programme officiel est amputé d'une dizaine de défilés par rapport aux éditions précédentes, plusieurs petites maisons de couture ayant renoncé à présenter leurs collections en raison de difficultés économiques liées à la crise.

### Mars 2009
- Mardi 3 mars 2009 : le gynécologue controversé, Severino Antinori, surnommé l'« accoucheur des grand-mères », affirme avoir cloné il y a 9 ans trois bébés : « J'ai contribué à faire naître avec la technique du clonage humain trois enfants. Il s'agit de deux garçons et d'une fille qui ont aujourd'hui neuf ans. Ils sont nés sains et ils sont en excellente santé à l'heure actuelle […] Le respect de la vie privée de ces familles m'interdit d'aller plus loin [… la méthode employée était] une amélioration de la technique utilisée par le généticien écossais Ian Wilmut qui a cloné la brebis Dolly ». Ils vivent dans un pays de l'Europe de l'Est.

- Mercredi 4 mars 2009 : en quelques heures, 291 immigrants clandestins, d'Afrique du Nord et du Nigéria, ont été secourus en mer ou ont débarqué dans l'île de Lampedusa et en Sicile, dans deux embarcations.

- Jeudi 5 mars 2009 : quelque 150 000 vêtements et accessoires contrefaits en provenance de Chine et faussement estampillés de la marque britannique Burberry, ont été saisis à l'aéroport de Rome-Fiumicino par la police financière et les douanes. Si elles avaient été mises sur le marché, ces contrefaçons auraient rapporté quelque 10 millions d'euros. Trois Chinois et deux Italiens sont impliqués par l'enquête. L'Italie est le premier pays producteur d'articles contrefaits en Europe. Le produit global de la contrefaçon a représenté quelque 7,5 milliards d'euros en 2008 (contre 7,2 milliards en 2007) selon les estimations de la fédération nationale du commerce italien.

- Vendredi 6 mars 2009 : le Comité interministériel pour la programmation économique (CIPE) annonce une enveloppe de 17,8 milliards d'euros pour la construction d'infrastructures, en particulier un pont suspendu sur le détroit de Messine, qui sera le plus grand du monde, pour relier la Sicile au reste de l'Italie.

- Mardi 10 mars 2009 :
  - le groupe Pirelli annonce une perte nette 2008 de 412,5 millions d'euros, notamment à cause de charges de restructuration et de la dévaluation de sa part dans Telecom Italia;
  - le groupe d'aéronautique et de défense Finmeccanica annonce un bénéfice net 2008 de 621 millions d'euros en progression de 19 %;
  - un chef mafieux en cavale depuis plus d'un an, Salvatore Adelfio (42 ans), est arrêté par la police française au Perthus à la frontière franco-espagnole. Chef d'un clan de Cosa Nostra à Palerme (Sicile), il avait réussi à échapper à un spectaculaire coup de filet organisé en février 2008 conjointement par les polices italienne et américaine, qui avait permis l'arrestation de 81 mafieux dans les deux pays.

- Jeudi 12 mars 2009 : le groupe énergétique Enel, dont le bénéfice net 2008 a bondi de 35,2 % à 5,293 milliards d'euros, annonce une augmentation de capital d'un montant maximum de 8 milliards d'euros et une réduction de ses investissements pour diminuer sa dette.

- Vendredi 13 mars 2009 :
  - selon l'Institut Istat, la dette publique de l'Italie, l'une des plus élevées des grands pays industrialisés, a grimpé à 105,8 % du PIB en 2008 contre 103,5 % en 2007. Le gouvernement s'attend à une forte progression de la dette au cours des prochaines années. Il table en effet sur un niveau de 110,5 % du PIB cette année, de 112 % en 2010 et de 111,6 % en 2011. Le déficit public s'est par ailleurs établi à 3,1 % du PIB en 2008 contre un niveau de 1,7 % en 2007;
  - la Cour militaire de Rome acquitte en appel un ancien commandant de la Wehrmacht, Hans Dietrich Michelsen, poursuivi pour quatre assassinats perpétrés le 11 août 1944 par les troupes nazis à Grotta Maona, près de Montecatini (Toscane). Il avait été condamné en février 2008 à la prison à vie par le tribunal militaire de La Spezia (nord-est) pour cette tuerie.

- Jeudi 19 mars 2009 : 34 personnes ont été condamnées à des peines allant jusqu'à 13 ans de prison à Reggio de Calabre au procès d'une vendetta sanglante entre deux clans mafieux qui serait à l'origine de la tuerie de Duisbourg (6 morts) en 2007, selon une source judiciaire. Cette vendetta qui déchire les deux familles mafieuses Vottari-Pelle et Strangio-Nirta du petit village calabrais de San Luca a fait une dizaine de morts depuis 1991.

- Vendredi 20 mars 2009 : le groupe automobile Fiat assure que son projet d'alliance avec Chrysler, n'impliquait pas la prise en charge une part de la dette du constructeur américain en difficulté, contrairement à ce qu'avait affirmé la veille le PDG de Chrysler Robert Nardelli qui avait indiqué que le partenariat avec Fiat permettrait à Chrysler de rembourser plus vite les contribuables américains car Fiat prendrait à sa charge 35 % de sa dette envers l'État : « En résultat des discussions en cours […], Fiat devrait devenir un actionnaire avec les mêmes droits et responsabilités que tous les autres actionnaires, au sein d'une compagnie restructurée. Pour clarifier, cela ne veut pas dire que Fiat assumerait la moindre dette de Chrysler LLC ».

- Samedi 21 mars 2009 : des milliers de personnes ont manifesté dans les rues de Naples contre la mafia dans le cadre de la « Journée de la mémoire des victimes de la pieuvre ». Le cortège, guidé par les membres des familles des victimes de la mafia, comprenait des milliers de personnes venues de toutes les régions d'Italie et de 30 pays du monde entier, s'est félicité le prêtre Luigi Ciotti, président de l'association « Libera » qui a organisé cette 14e Journée nationale dédiée aux victimes du crime organisé.

- Lundi 23 mars 2009 : le tribunal de Palerme condamne à 10 ans de prison le pilote et le copilote de l'ATR de la compagnie tunisienne Tuninter qui s'était abîmé en mer en août 2005 au large de la Sicile, faisant 16 morts et 23 blessés.

- Jeudi 26 mars 2009 :
  - le groupe de presse 24 Ore décide d'arrêter à partir du 1er avril la diffusion de son quotidien gratuit « 24 Minuti » diffusé à Rome et Milan, en raison de la crise qui entraîne une chute des recettes publicitaires. Lancé fin 2006, « 24 Minuti » est diffusé à « 200 000 » exemplaires à Milan et « 250 000 » à Rome;
  - le conseil d'administration de la RAI a élu à l'unanimité son nouveau président Paolo Garimberti (66 ans), journaliste de La Repubblica, à la tête du service public de l'audiovisuel. Le président de la RAI doit appartenir à l'opposition qui propose un candidat mais celui-ci doit être accepté par le gouvernement en place. L'actuel secrétaire général de la présidence du conseil italien, Mauro Masi, est pressenti pour le poste de directeur général tandis que le directeur de l'hebdomadaire de droite « Panorama », Maurizio Belpietro, prendrait la direction du journal télévisé de la première chaîne.

- Vendredi 27 mars 2009 :
  - congrès de fondation du Peuple de la liberté le nouveau parti de la droite italienne issue de la fusion définitive de Forza Italia, d'Alliance Nationale, le parti de Gianfranco Fini, et de cinq autres petits partis de droite. Silvio Berlusconi entend faire émerger une nouvelle génération, au détriment des quinquagénaires qui lorgnent son héritage;
  - la banque Banca Monte dei Paschi di Siena (BMPS) demande à l'État 1,9 milliard d'euros dans le cadre du plan de soutien italien aux banques pour renforcer ses fonds propres;
  - le patron de Fiat, Sergio Marchionne, n'exclut pas de possibles fermetures d'usines en Italie : « Je ne peux donner de réponse, ni positive ni négative […] La solution pour les usines italiennes fait partie du cadre plus global d'une solution pour l'industrie automobile au moins au niveau européen […] Si nous ne trouvons pas de solution à ce niveau-là, les conditions économiques pour maintenir une structure industrielle d'une Fiat indépendante en Italie n'existent pas. Avec ces conditions actuelles de marché, ces volumes, cette utilisation des usines, la division automobile perdra de l'argent ».
  - un père de famille de Turin, un marchand ambulant de 63 ans, a été arrêté pour avoir violé et séquestré sa fille pendant 25 ans, et avoir incité son fils de 40 ans, lui aussi écroué, à se livrer aux mêmes abus sexuels sur ses quatre filles de 6, 8, 12 et 20 ans et de les avoir obligées à assister à ses rapports sexuels;
  - une embarcation chargée de 244 immigrés clandestins est interceptée au large de la Sicile (sud);
  - selon le ministère de l'Intérieur, l'Italie a vu débarquer sur ses côtes 36 900 immigrés en 2008, un chiffre en hausse de 75 % par rapport à 2007.

- Dimanche 29 mars 2009 :
  - Silvio Berlusconi est élu à la tête du nouveau parti du Peuple de la liberté par les quelque 6 000 délégués réunis à Rome pour le congrès fondateur de cette nouvelle formation de droite qui ambitionne de conquérir le vote d'un Italien sur deux aux élections européennes de juin où la droite italienne compte une nouvelle fois battre la gauche, après avoir remporté haut la main les législatives d'avril 2008 qui ont vu le retour du Cavaliere (72 ans) au pouvoir;
  - plus de 220 immigrés clandestins ont été secourus au large de l'île de Lampedusa.

### Avril 2009
- Vendredi 3 avril 2009 :
  - une saisie douanière de 1 920 bouteilles de champagne contrefaites effectuée il y a 4 ans par la Douane française à Tiercelet (France) permet le démantèlement d'une importante filière de faux champagne portant « probablement sur plusieurs centaines de milliers de bouteilles » contrefaites. Plusieurs ateliers de conditionnement, à base de vins mousseux italiens, ont été découverts dans le Piémont. Ces ateliers seraient liés à la criminalité organisée. Les bouteilles étaient vendues sous des marques fantaisistes — « Raymond Vadim », « Pierre Plantard », « Paul Gilbert » ou encore « Charles Debussy »), à 15 euros pièce;
  - une polémique se développe au sujet de l'absence du chef du gouvernement italien Silvio Berlusconi au début des cérémonies du 60e anniversaire de l'OTAN. Il a expliqué à la presse avoir été chargé par le secrétaire général de l'OTAN Jaap de Hoop Scheffer « d'appeler directement Recep Tayyip Erdogan » le premier ministre turc afin de le convaincre du bien-fondé de la candidature du premier ministre danois Anders Fogh Rasmussen à la tête de l'Alliance.

- Samedi 4 avril 2009 :

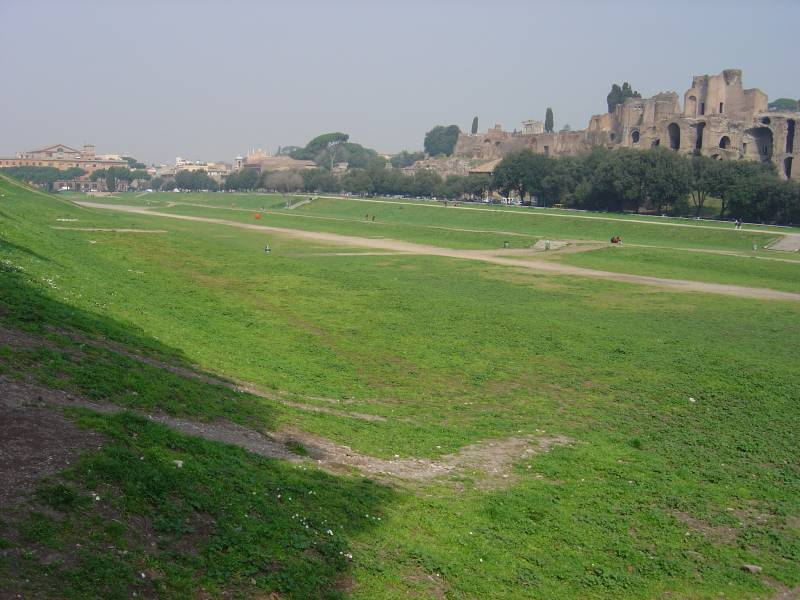
Le cirque maxime
(juin 2005)

  - manifestation de plusieurs centaines de milliers de personnes, à Rome sur la vaste esplanade du Cirque Maxime, à l'appel de la centrale syndicale de gauche, CGIL, auxquels se sont joints plusieurs dirigeants de la gauche italienne, dont Dario Franceschini, dans le but de demander au gouvernement de Silvio Berlusconi plus de mesures sociales dans son plan anti-crise. Certains ont qualifié Silvio Berlusconi de « nouveau Mussolini ». Selon le chef de la CGIL, Guglielmo Epifani, : « Il y a trop d'écarts entre ce que fait le gouvernement et ce qu'il devrait faire […] Il faut continuer la lutte contre les paradis fiscaux et imposer une culture de moralité dans l'attribution des super-salaires et des super-bonus. Il n'est pas juste qu'un manager gagne deux mille fois plus qu'un jeune apprenti ou un travailleur précaire »;
  - un chef de la mafia napolitaine, Giuseppe Sarno, est arrêté dans la nuit à Rome par les carabiniers dans un appartement du quartier branché du Trastevere, sur les bords du Tibre. Le clan Sarno, originaire de Ponticelli dans la périphérie de Naples, est considéré comme l'un des plus puissants de la camorra;
  - lors d'une vaste opération de contrôle des sans-abris dans les gares romaines, la police découvre 24 enfants afghans, âgés de 10 à 15 ans, et vivant sans parents dans les égouts de la gare d'Ostiense, une des deux grandes gares de Rome. Les enfants, certains dans un état de santé précaire, dormaient sous des cartons dans les égouts et les sous-sols non utilisés. Selon la branche italienne de l'association caritative Save the Children, le nombre des mineurs afghans échouant dans les rues de la capitale italienne, en constante augmentation, est passé de 32 en 2004 à 264 en 2007.

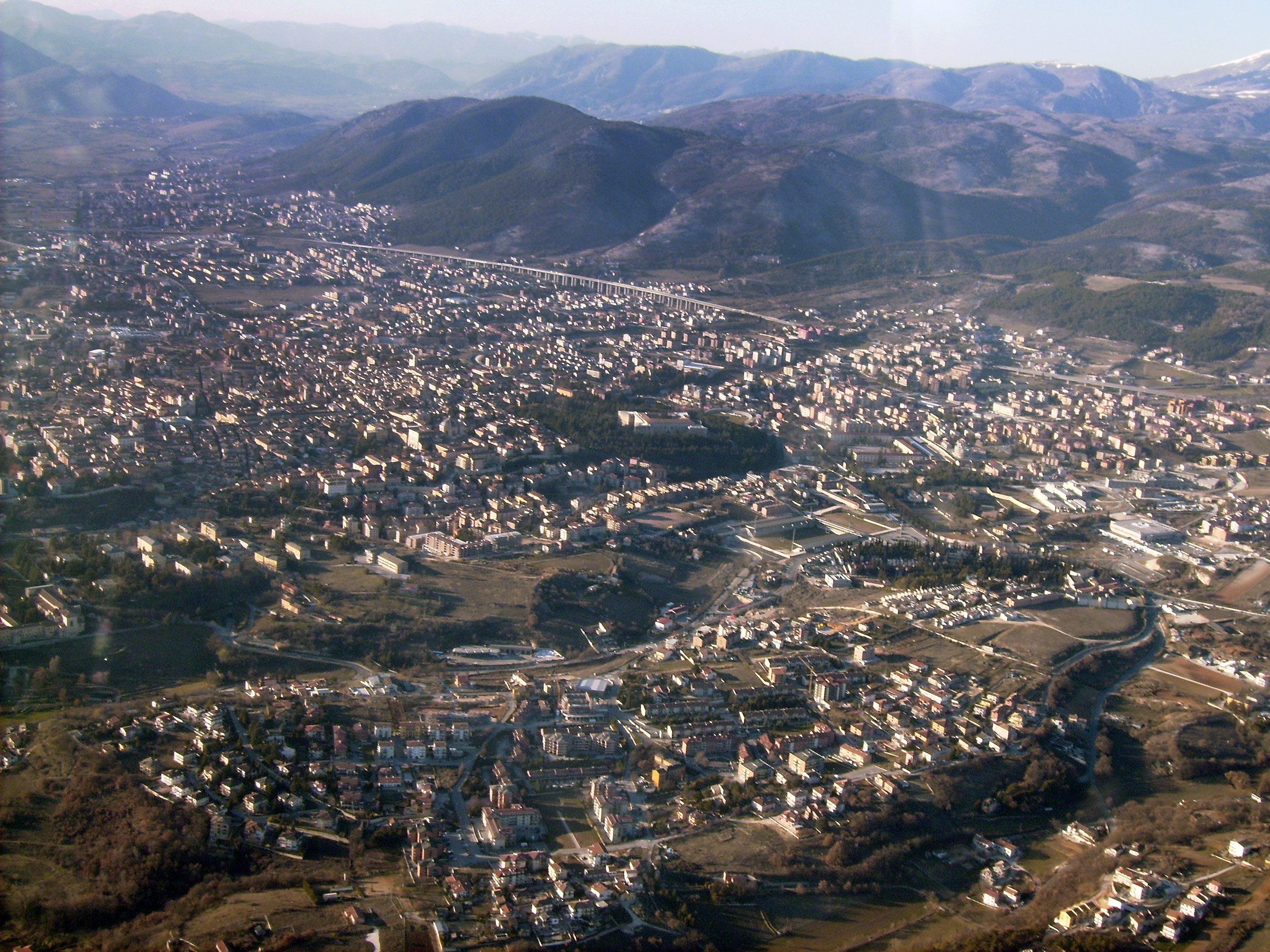
L'Aquila
(Décembre 2008)

- Lundi 6 avril 2009 : un important tremblement de terre d'une magnitude 6,3 a frappé la région de L'Aquila capitale des Abruzzes (60 000 h, centre). L'épicentre du séisme a eu lieu à 5 km de profondeur sous la ville. Un premier bilan en début de soirée fait état de plus de 150 morts, 1 500 blessés et près de 70 000. 24 morts ont été enregistrés dans la seule petite bourgade de Onna, à une dizaine de kilomètres de L'Aquila sans-abris. Les thermes de Caracalla, un imposant complexe datant du IIIe siècle de notre ère, ont été touchés par le puissant séisme. Les ruines de cet ensemble de 11 hectares, situé au pied de la colline de l'Aventin, dans le centre-ville, qui comprenait des bains mais aussi des installations sportives et des bibliothèques, étaient parmi les mieux conservées de l'Empire romain. Le ministre de l'Intérieur Roberto Maroni annonce l'arrivée de 1 500 pompiers, 100 policiers et 100 carabiniers arrivant de diverses régions de l'Italie pour aider les secouristes[6],[7].

- Mercredi 8 avril 2009 :
  - alors que la terre continue à trembler ralentissant les efforts de recherche deux jours après le puissant tremblement de terre qui a frappé la région, le nouveau bilan du séisme de L'Aquila se monte à 267 morts, 11 disparus, 1 167 blessés et 28 000 sans abris. Une journée de deuil national est décrétée pour le lendemain. Le chef de gouvernement Silvio Berlusconi a fait ériger vingt camps de toile et seize cuisines de campagne pour fournir des repas chauds et a promis d'offrir des logements gratuits pour les sans-abri dans des hôtels de la côte Adriatique. Selon une première estimation gouvernementale, 1,3 milliard d'euros sera nécessaire pour la reconstruction des édifices et des maisons dont 10 000 ont été endommagées. Le gouvernement, qui dans un premier temps avait refusé toute aide financière venant de l'étranger, a officiellement sollicité des financements de la Commission européenne pour faire face aux conséquences du séisme;
  - le groupe Campari annonce le rachat du groupe Wild Turkey au groupe français Pernod-Ricard pour 575 millions de dollars (433 millions d'euros), soit la plus grosse acquisition de son histoire. Avec Wild Turkey, Campari met la main sur la liqueur American Honey et des distilleries dans l'État du Kentucky. Le chiffre d'affaires de Campari sera aux deux-tiers international.

- Jeudi 9 avril 2009 :
  - le bilan actualisé du séisme de L'Aquila est de 272 morts, 30 disparus, 1 170 blessés dont 179 grièvement et 17 772 personnes sont sans abri;
  - la production industrielle est en baisse de 20,7 % sur un an, la plus forte baisse depuis 1990. Février est le huitième mois consécutif de baisse de la production industrielle en Italie.

- Samedi 11 avril 2009 : le bilan actualisé du séisme de L'Aquila est de 291 morts.

- Mercredi 15 avril 2009 :
  - selon le ministre de l'Intérieur, la reconstruction des zones ravagées par le séisme qui a détruit ou endommagé plus de 10 000 bâtiments, coûtera quelque 12 milliards d'euros, une maison sur trois a été rendue inhabitable;
  - à la suite d'une lenteur de procédure, 21 mafieux et trafiquants de drogue, affiliés au clan Strisciuglio ont été libérés, à Bari (Pouilles, sud); la juge qui les a condamnés en première instance ayant omis de déposer les attendus du verdict dans le délai légal de 15 mois.

- Jeudi 23 avril 2009 :
  - le gouvernement débloque un fonds de 8 milliards d'euros pour la reconstruction de la région des Abruzzes ravagée par le séisme de L'Aquila du 6 avril qui a fait près de 300 morts et 58 000 sans abris. 1,5 milliard sera alloué à des mesures de première urgence et 6,5 milliards à la reconstruction. 55 % des 10 500 habitations ou bâtiments expertisés depuis le séisme ont été déclarés habitables. Par ailleurs, le gouvernement italien propose à ses partenaires du G8 d'organiser le sommet prévu en juillet en Sardaigne à L'Aquila;
  - le groupe automobile Fiat annonce la suppression de « 10 % à 15 % » des emplois de sa filiale américaine de machines agricoles et d'engins de construction CNH, qui emploie environ 31 000 personnes, afin d'ajuster les « coûts et la structure » de la société aux « perspectives du marché ».

- Mardi 28 avril 2009 :
  - le pape Benoît XVI est visite de quelques heures dans la région de L'Aquila frappée le 6 avril par un tremblement de terre qui a fait près de 300 morts et endommagé plus de 10 500 bâtiments à une centaine de kilomètres à l'est de Rome;
  - les ventes de détail ont fortement reculé en février, marquant un recul de 3,1 % sur un an.

### Mai 2009
- Samedi 2 mai 2009 : l'Institut supérieur de la santé confirme le premier cas de grippe H1N1 chez un homme en Toscane.

- Dimanche 3 mai 2009 :

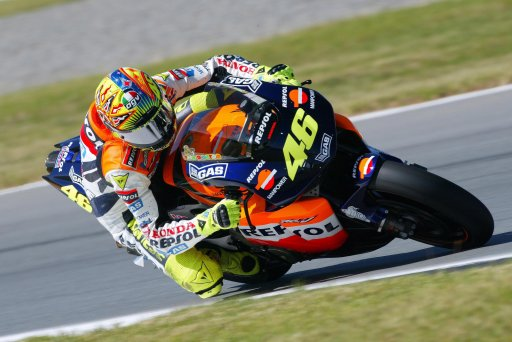
Valentino Rossi sur Honda RC211V

  - l'épouse du chef du gouvernement, Veronica Lario, annonce vouloir demander le divorce, excédée après 30 ans de mariage du comportement de son mari, Silvio Berlusconi, envers sa propre famille mais aussi envers les belles jeunes femmes. Selon les journaux, la cause de ce divorce est la participation, la semaine précédente, du président du Conseil à la fête donnée pour le 18e anniversaire d'une belle jeune fille blonde à Naples, alors qu'il n'a jamais assisté à ceux de ses enfants, selon son épouse;
  - Tennis : l'Espagnol Rafael Nadal remporte le tournoi de Rome pour la quatrième fois en battant en finale le tenant du titre, le Serbe Novak Djokovic;
  - l'Italien Valentino Rossi (Yamaha) remporte à Jerez (Espagne), la course MotoGP du Grand Prix motocycliste de vitesse d'Espagne devant l'Espagnol Dani Pedrosa (Honda) et l'Australien Casey Stoner (Ducati);
  - le groupe Fiat confirme être en négociations avec General Motors pour acquérir Opel, filiale européenne du constructeur américain. L'objectif de ces discussions est de former un nouveau groupe automobile comprenant Fiat, Alfa Roméo et Ferrari, dont Fiat a acquis cette semaine une partie du capital.

- Lundi 4 mai 2009 : le groupe automobile Fiat se déclare également intéressé par le constructeur suédois Saab, autre filiale à vendre de General Motors. L'ensemble de ces deux nouvelles acquisitions serait fusionné dans une nouvelle société qui regrouperait donc Opel, Vauxhall, Saab et Chrysler.

- Mardi 5 mai 2009 :
  - la police financière annonce avoir saisi plus de 300 millions d'euros de biens immobiliers et financiers dans la région de Palerme, appartenant à des membres présumés ou des prête-noms de la mafia sicilienne, Cosa Nostra. L'enquête a porté sur environ 70 sociétés et personnes physiques, et « les biens saisis représentent les produits illégaux des activités mafieuses ». Parmi les biens saisis on trouve des terrains, des villas, des appartements, des sociétés, des locaux commerciaux et des comptes en banques à Palerme et dans ses environs;
  - le chef du gouvernement Silvio Berlusconi déclare que son mariage avec Veronica Lario, qui l'a violemment attaqué par presse interposée, était « fini ou sur le point de finir », « franchement, je ne m'attendais pas à cette tempête », estimant que la presse « déjà dans le passé avait publié des choses fausses », et dénonce les « attaques personnelles fondées sur la calomnie ».

- Jeudi 7 mai 2009 : le patron de Fiat, Sergio Marchionne, devrait prendre la tête du constructeur américain Chrysler, une fois que ce dernier sera sorti de la procédure de dépôt de bilan. Le conseil d'administration du « nouveau » Chrysler sera composé de six membres choisis par le gouvernement américain et de trois choisis par Fiat. Le PDG actuel de Chrysler, Robert Nardelli, a annoncé qu'il resterait à son poste le temps de gérer la sortie de la procédure de faillite.

- Samedi 9 mai 2009 :
  - après le séisme des Abruzzes, l'Italie cherche à éviter une emprise de la Mafia sur la reconstruction. Il s'agit de tirer les leçons du tremblement de terre de la région de Naples pour éviter une même emprise de la mafia qui a vite compris que le domaine des travaux publics pouvait être aussi avantageux que la contrebande de cigarettes ou le trafic de drogue. La mafia est capable de mettre à disposition ses hommes, ses engins de chantier, ses entreprises, et grâce à ses liens avec les politiciens corrompus, elle peut réussir à rafler les appels d'offres et à devenir le véritable partenaire de la reconstruction. Le parquet national antimafia a annoncé la nomination de quatre magistrats qui suivront les procédures relatives aux travaux, d'autant plus que pour la reconstruction dans les Abruzzes, le gouvernement a promis une enveloppe de 8 milliards d'euros[8];
  - le président Giorgio Napolitano dénonce l'« indulgence inexplicable » de la France et du Brésil à propos du refus d'extrader les deux « terroristes condamnés » en Italie, Marina Petrella et Cesare Battisti et affirme avoir récemment attiré l'attention « des deux chefs d'État du Brésil et de la France sur le traitement inexplicablement indulgent réservé à des terroristes condamnés pour crimes de sang et qui se soustraient depuis longtemps à la justice italienne »[9].

- Mardi 12 mai 2009 :
  - la police interpelle à Bari, 2 membres d'al-Qaida, accusés d'appartenir à une cellule terroriste qui préparait des attentats en France et en Angleterre. L'un est un imam franco-syrien de 63 ans, ayant exercé en Belgique, et l'autre un converti, français d'origine, de 34 ans[10];
  - Ferrari menace de ne pas participer au Championnat du monde de Formule 1 en 2010 si le règlement décidé par la Fédération internationale de l'automobile (FIA) n'est pas changé. Cette menace fait suite à celle de Toyota qui a indiqué samedi que l'écurie japonaise se retirerait dès la fin du Championnat 2009 si le règlement n'était pas changé[11].

- Mercredi 13 mai 2009 : 339 immigrants clandestins ont trouvé la mort en tentant de rejoindre l'Italie au cours des quatre premiers mois de 2009, selon l'association caritative catholique italienne Sant'Egidio. En 2008 le nombre des victimes s'était établi à 642 pour 36 900 migrants arrivés par la mer en 2008.

- Samedi 16 mai 2009 : l'Inter Milan remporte son quatrième titre consécutif de championne d'Italie grâce au succès en match avancé de la 36e journée de l'Udinese sur l'AC Milan (2-1).

- Dimanche 17 mai 2009 : une Ferrari de 1957 a été adjugée 9,02 millions d'euros battant tous les records pour une Ferrari de collection. Ce modèle, une 250 Testa Rossa, a été fabriqué à 34 exemplaires et a remporté plusieurs courses en Amérique du Sud et du Nord. Le précédent record avait été atteint l'an dernier par une Ferrari 250 GT Californie spider de 1961 ayant appartenu à l'acteur américain James Coburn et qui avait été adjugée à 7,040 millions d'euros.

- Mardi 19 mai 2009 : lors d'une vaste opération contre la Camorra dans la région de Naples, les forces de sécurité (police nationale, carabiniers et police financière) ont arrêté 68 mafiosos recherchés. 109 mandats d'arrêts avaient été émis pour cette opération, pour « homicide, association de malfaiteurs de type mafieux, de trafic de drogue et de blanchiment d'argent ». Les autres personnes sont soit encore en fuite soit déjà incarcérées pour d'autres délits. Des biens d'une valeur de 5 millions d'euros ont été saisis lors de cette opération dont des terrains en Espagne et des comptes en banque à Monaco. Les mandats visaient essentiellement la famille Amato-Pagano qui fait partie du « clan sécessionniste », opposé dans le quartier napolitain de Scampia au clan de Paolo Di Lauro[12].

- Vendredi 22 mai 2009 :
  - les carabiniers annoncent le démantèlement d'un réseau international de 16 mafieux en Italie, au Brésil et en Espagne pour escroquerie et tentative d'escroquerie auprès de plusieurs grandes banques étrangères, dont Lehman Brothers et HSBC. Ce réseau était dirigé par un Italien résidant depuis trente ans au Venezuela, Leonardo Badalamenti, arrêté à Sao Paolo (Brésil). L'organisation prévoyait d'obtenir des prêts bancaires d'une valeur totale d'un milliard de dollars auprès de ces banques étrangères, en donnant comme garanties de fausses obligations vénézuéliennes obtenues grâce à un complice au sein de la Banque centrale du Venezuela. Au total 27 personnes sont visées en Italie et à l'étranger par cette enquête[13];
  - un navire militaire italien, le « Maestrale », arrête dans le golfe d'Aden neuf pirates somaliens alors qu'ils attaquaient un navire marchand libérien, le « Maria K », battant pavillon de Saint-Vincent-et-Grenadines, naviguant dans cette zone.

- Samedi 23 mai 2009 : un important chef mafieux de la famille new-yorkaise Gambino est extradé des États-Unis, où il a purgé une peine de 22 ans de prison, vers Rome. Il est recherché en Italie pour trafic de drogue et a été inculpé dans le célèbre procès « Pizza Connection »[14].

- Dimanche 24 mai 2009,  Sardaigne : le rallye automobile de Sardaigne est remporté par le Finlandais Jari-Matti Latvala (Ford Focus) devant son compatriote Mikko Hirvonen (Ford Focus), et le Français Sébastien Loeb(Citroën C4).

- Lundi 25 mai 2009 : le président de la Conférence épiscopale italienne, le cardinal Angelo Bagnasco, défend « la liberté d'émigrer » alors que l'Italie a inauguré une nouvelle politique controversée de refoulement direct des migrants[15].

- Mercredi 27 mai 2009 : les carabiniers démantèlent un réseau mafieux de la camorra dans la région de Naples où une soixantaine de personnes ont été arrêtées sur 64 recherchées. Trois d'entre eux étaient déjà en prison pour d'autres délits et 10 femmes figurent parmi les suspects. Les suspects qui appartiennent au clan Sarno, considéré comme l'un des plus puissants de la mafia napolitaine, sont notamment accusés d'association mafieuse, d'extorsion, d'usure et de trafic de drogue. Ils sont principalement soupçonnés d'avoir imposé à des commerces et des entreprises de la région de payer l'impôt mafieux, le pizzo, et d'être responsables d'un important trafic de cocaïne en provenance d'Espagne. Une entreprise de surveillance privée gérée par le clan Sarno, a été placée sous séquestre dans le cadre de l'opération[16].

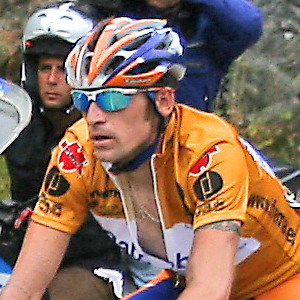
Denis Menchov
(septembre 2005)

- Samedi 30 mai 2009 : le Russe Denis Menchov (31 ans, Rabobank) remporte le Tour d'Italie cycliste à l'issue de la dernière étape, un contre-la-montre de 14,4 kilomètres à Rome.

### Juin 2009
- Mardi 2 juin 2009,  Sicile : les éboueurs de Palerme, en grève du zèle depuis plus d'une semaine, ont repris progressivement le travail, après que certaines de ses revendications eurent été satisfaites, notamment en matière d'équipement de travail avec la fourniture de 300 paires de chaussures de sécurité. D'autre part, des « garanties » ont été données au personnel de l'Amia — la société chargée du ramassage des ordures, qui emploie 2.700 personnes — sur le versement des salaires en juin et le maintien des emplois. L'Amia est confrontée à un « trou financier » de 150 millions d'euros dû selon la municipalité de Palerme à un nombre d'employés trop élevé[17].

- Mercredi 3 juin 2009 :
  - le milliardaire français, François Pinault (72 ans), dévoile à la presse, avant l'ouverture au public samedi, son deuxième centre d'art contemporain à Venise, « la Pointe de la Douane », dans les anciens entrepôts entièrement restructurés situés à l'embouchure du Grand Canal. Il est déjà propriétaire dans la cité lacustre du Palazzo Grassi. Le nouvel espace s'étend sur de près de 5 000 m2, face à la place Saint-Marc, et les travaux de restructuration, réalisé par l'architecte japonais Tadao Ando, sur deux ans ont coûté 20 millions d'euros[18];
  - deux ressortissants japonais, âgés d'une cinquantaine d'années, sont arrêtés par la douane après la découverte dans le double-fond d'une valise de « 249 obligations de la Réserve fédérale américaine d'une valeur de 500 millions de dollars chacune ainsi que dix obligations Kennedy d'une valeur nominale d'un milliard de dollars chacune », soit plus de 130 milliards de dollars. La loi européenne interdit de transporter une somme supérieure à 10 000 euros sans la notifier aux services douaniers lors de la sortie du territoire.

- Mardi 9 juin 2009 : le sous-secrétaire aux Télécommunications, Paolo Romani, annonce que le gouvernement prévoit d'investir, avec le concours du secteur privé, 1,47 milliard d'euros pour garantir l'accès de tous les Italiens à l'internet à haut débit. L'objectif est « d'éliminer la fracture numérique », estimant que « d'ici la fin 2012, tous les Italiens auront accès à internet à une vitesse comprise entre 2 et 20 mégabits », alors qu'actuellement 13 % de la population n'a pas accès ou un accès de mauvaise qualité à internet et que seulement 19 % des abonnements concernent le haut débit contre une moyenne de 22,9 % dans l'Union européenne[19].

- Mercredi 10 juin 2009 :

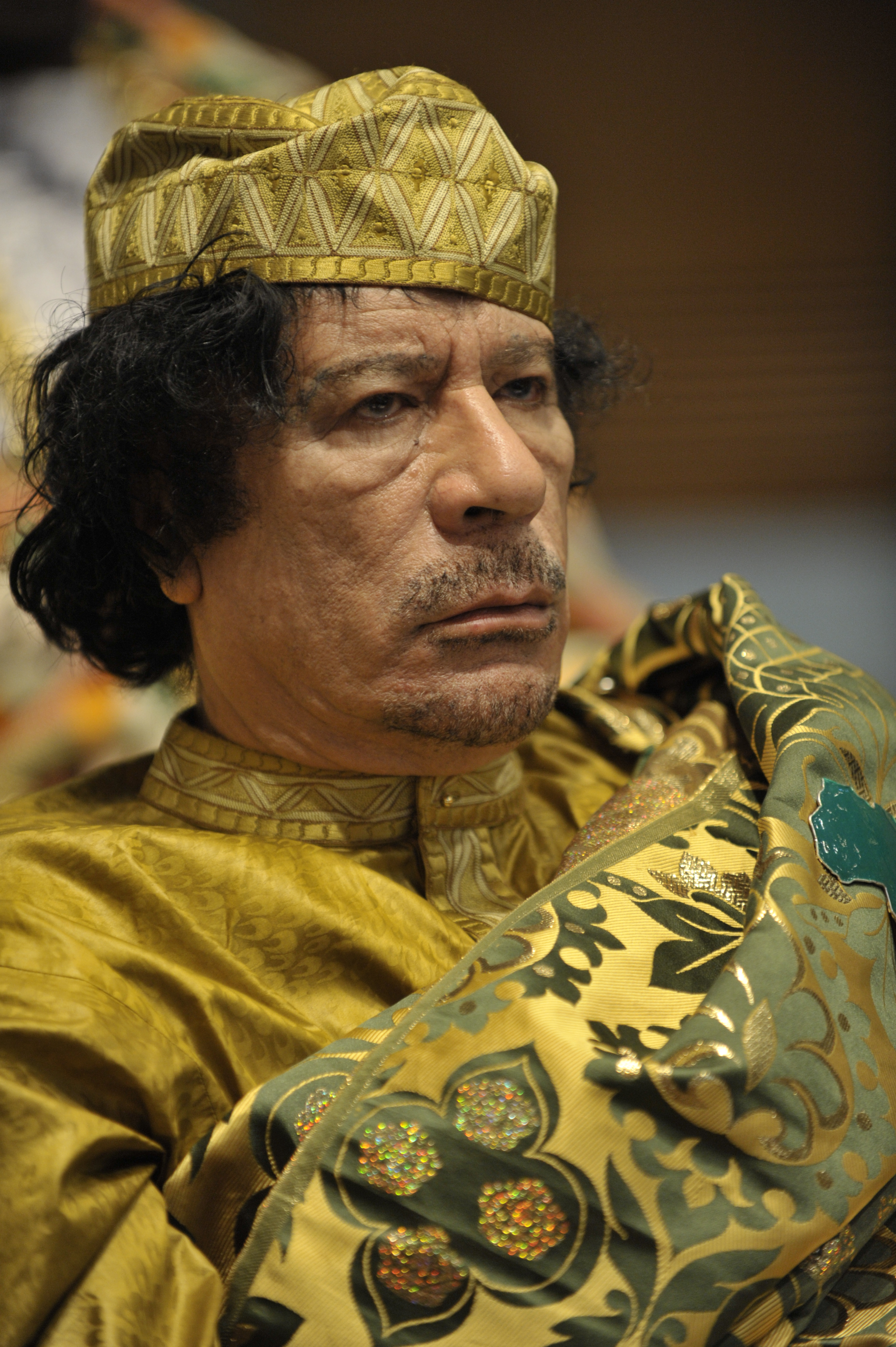
Mouammar Kadafi
(février 2009)

  - la Cour suprême des États-Unis a donné son accord pour le rachat de Chrysler par un consortium mené par Fiat, rejetant la demande de fonds de pension de l'Indiana et d'organisations de consommateurs qui réclamaient une suspension de la cession. Au terme de cette vente, Fiat détiendra 20 % du capital du nouveau Chrysler (avec une option pour monter à 35 % à terme) aux côtés du puissant syndicat UAW (55 %) et des gouvernements américain et canadien (10 %);
  - l'Institut des statistiques annonce que le PIB a chuté de 2,6 % au premier trimestre 2009 par rapport au quatrième trimestre 2008. En glissement annuel, il s'est contracté de 6,0 % au premier trimestre. Cette chute du PIB est due en particulier à une contraction de l'activité industrielle (-7,7 %) et à un repli des exportations (-11,8 %), les deux points forts de l'économie du pays. Les investissements ont baissé de 5,0 % et la consommation des ménages de 1,1 %;
  - le chef de l'État libyen, Mouammar Kadhafi est arrivé à Rome pour une visite « historique » de trois jours, sa première dans l'ancienne puissance coloniale qui va se dérouler sous haute surveillance policière. Il a souligné que sa venue en Italie avait été rendue possible par les excuses présentées par Silvio Berlusconi l'année dernière à Tripoli lors de la signature du traité qui a soldé les comptes de plus de trente ans de colonisation italienne (1911-1942). Le chef du gouvernement italien espère faire de cette visite un succès diplomatique après sa victoire étriquée aux européennes, due à une série de scandales.

- Jeudi 11 juin 2009 :
  - G8 : ouverture à Rome du sommet du G8 consacré au Développement, élargi à six pays émergents — Brésil, Chine, Inde, Mexique, Afrique du Sud, Égypte —, et qui se penchera sur « l'impact de la crise économique sur les pays en voie de développement et le développement durable », en accordant une large place à l'Afrique. Des représentants de plusieurs organisations des Nations unies (FAO, PAM, OMS), ou encore la Banque mondiale participent aussi à la réunion;
  - La presse révèle l'histoire de Kurt et Johanna Ganthaler, des retraités italiens, qui n’avaient finalement pas pu embarquer la semaine dernière dans l'avion d'Air France qui s’est abîmé dans l’Océan Atlantique et qui a fait 228 morts. Ils s’étaient présentés à l’enregistrement quelques minutes trop tard. Le couple avait finalement pu prendre un vol à destination de Munich et décidé de rejoindre l'Italie par la route. Ils ont été victimes d’un grave accident pendant leur trajet. La femme est morte sur le coup. Le mari est lui hospitalisé dans un état grave.
  - Veronica Lario, l'épouse de Silvio Berlusconi, se plaint qu'on « salisse sa personne » depuis qu'elle a annoncé début mai qu'elle entendait divorcer du président du conseil italien après 19 ans de mariage[20];
  - six personnes ont été arrêtés dernièrement à Rome, Milan et Gênes, car suspectées d'avoir projeté un attentat contre le G8 prévu début juillet à L'Aquila (centre). Le groupe démantelé, est accusé d'association de malfaiteurs à des fins de terrorisme, bande armée et détention d'armes. Parmi eux, figure, Luigi Fallico, un proche des Brigades rouges de la première génération, accusé d'avoir voulu reprendre la lutte armée[21].

- Vendredi 12 juin 2009 : l'annulation de la visite de Mouammar Kadhafi à la Chambre des députés est dû à son retard à cause de la prière musulmane du vendredi.

- Mardi 14 juin 2009,  Sicile : la police arrête dans le secteur de Trapani, 13 personnes soupçonnées d'avoir aidé le chef mafieux en fuite Matteo Messina Denaro qui ferait partie d'une poignée de mafieux désireux de prendre le contrôle de la mafia sicilienne, la Cosa Nostra.

- Vendredi 19 juin 2009 :
  - le taux de chômage a progressé à 7,3 % de la population active au premier trimestre 2009, contre 6,9 % au quatrième trimestre 2008;
  - des écoutes téléphoniques conduites par un juge de Bari (Pouilles), en marge d'une enquête concernant le versement de pots-de-vin dans le secteur hospitalier, révèlent l'existence d'un réseau de prostitution au service du premier ministre, Silvio Berlusconi. Depuis des semaines, la presse multiplie les révélations et les témoignages sur les mœurs du chef du gouvernement, ses relations avec une jeune fille encore mineure lorsqu'il a commencé à la fréquenter et des fêtes dans ses luxueuses résidences en compagnie de jeunes femmes rémunérées pour leurs prestations. Silvio Berlusconi récuse ces révélations les traitant de « foutaises » et d'« ordures » et refuse de répondre aux demandes d'explications réclamées par la Conférence épiscopale italienne.

- Samedi 20 juin 2009 : la police révèle qu'une vaste opération menée contre la pornographie infantile sur Internet a abouti à l'arrestation de 14 personnes et à 253 mises en examen et plus de 300 perquisitions effectuées dans toute la Péninsule. Les 14 personnes arrêtées étaient en possession de vidéos particulièrement violentes et cruelles dont une partie avait pour origine un serveur pornographique installé en Allemagne.

- Dimanche 21 juin 2009 : deuxième tour des élections provinciales et municipales.
  - Élections provinciales : le centre-droit du premier ministre Silvio Berlusconi confirme sa victoire du premier tour en remportant huit nouvelles provinces triomphant notamment dans celles de Milan et Venise. Le Peuple de la liberté (PDL) progresse mais le Parti Démocrate (PD) reste stable. Le centre-gauche réussit à se maintenir dans ses bastions traditionnels municipaux de Turin, Bologne, Florence et Bari. Sur les deux tours les centre-droit a remporté 34 provinces (+ 25) n'en laissant que 28 au centre-gauche.
  - Élections municipales : le centre-droit a gagné 9 villes de plus de 100 000 habitants.
  - Le premier ministre Silvio Berlusconi déclare que « la gauche a enregistré une nouvelle retentissante défaite ».

- Lundi 22 juin 2009 : selon l'Istat, les commandes à l'industrie se sont à nouveau effondrées en avril (-32,2 % en glissement annuel) en Italie, sous l'effet d'une chute des commandes en provenance de l'étranger, mauvais présage pour l'économie de la péninsule. Le chiffre d'affaires de l'industrie a pour sa part reculé de 22,2 % sur un an et est resté stable sur un mois.

- Mercredi 24 juin 2009 : s'exprimant sur le fond de l'affaire des escorts girls dans une interview accordée à l'hebdomadaire people Chi, Silvio Berlusconi affirme « n'avoir jamais payé une femme » pour avoir une relation, ne comprenant pas « la satisfaction qu'il pouvait y avoir s'il n'y a pas le plaisir de la conquête »[22].

- Jeudi 25 juin 2009 : la consommation des ménages est en baisse de 0,6 % en un an, avec -0,9 % en février, +0,2 % en mars et -0,4 % en avril.

- Vendredi 26 juin 2009 :
  - le gouvernement de Silvio Berlusconi adopte un nouveau décret-loi prévoyant un paquet de nouvelles mesures anti-crise pour un montant de près de deux milliards d'euros répartis entre dépenses nouvelles et réductions d'impôts. La principale mesure du plan prévoit la détaxation partielle des bénéfices des entreprises, à condition qu'ils soient réinvestis. L'autre mesure phare est la réduction prévue des factures de gaz pour les entreprises et les familles;
  - le cardinal Angelo Bagnasco, président de la Conférence épiscopale italienne, lors d'un colloque sur la préparation au mariage à Crotone, demande aux hommes politiques d'avoir un comportement « cohérent », une critique voilée de Silvio Berlusconi, au centre de plusieurs scandales : « Nous savons l'influence que la culture, les styles de vie, les comportements clairs ont sur la façon de penser et d'agir de tous, en particulier des jeunes, qui ont le droit de se voir présenter des idéaux élevés et nobles, comme de voir des modèles de comportement cohérents » demandant à la politique « d'honorer » les citoyens qui vivent « avec humilité et pragmatisme », ces citoyens qui expriment « la vraie éthique de notre peuple et qui sont hostiles aux dérives et excès de tous genres »[23].

- Samedi 27 juin 2009 :
  - un tribunal militaire de Rome, condamne à perpétuité par contumace, 9 anciens SS Allemands, aujourd'hui âgés de 84 à 90 ans, pour le massacre de 350 civils en août 1944 dans des villages de Toscane (centre) et pour avoir agi avec cruauté et préméditation. 11 anciens nazis comparaissaient pour ces massacres, mais l'un d'entre eux, Max Roithmeier, ex-sergent SS, est décédé au cours du procès, et un second, Walter Waage, a été acquitté par la cour. L'Allemagne a également été condamnée en tant que « responsable civile » et devra verser une première indemnisation d'1,25 million d'euros à des familles de victimes[24];
  - la nageuse Federica Pellegrini a battu le record du monde du 400 m nage libre en 41 min 43 s aux Jeux Méditerranéens, détenu par la Britannique Joanne Jackson en 4 min 66 s ;
  - le coureur motocycliste Valentino Rossi (Yamaha) a remporté sa 100e victoire en course MotoGP lors du Grand Prix des Pays-Bas à Assen.

- Dimanche 28 juin 2009 : décès à l'âge de 113 ans, trois mois et vingt-quatre jours, de l'Italienne Lucia Lauria, doyenne du continent européen, dans le village de Pietrapertosa (Basilicate, sud), où elle était née le 4 mars 1896.

- Mardi 30 juin 2009 : 21 personnes ont été tuées (bilan du 3 juillet) et 36 autres blessées, dont 11 grièvement brûlées, dans l'explosion d'un wagon-citerne transportant du GPL — composé d'un mélange de 50 % de butane et de 50 % de propane — près de la ville côtière de Viareggio (Ligurie). L'explosion a ravagé une dizaine de petits immeubles dans un rayon de 300 mètres près de la gare et deux petits immeubles se sont écroulés sous la violence de l'explosion.

### Juillet 2009
- Vendredi 3 juillet 2009, catastrophe de Viareggio : le bilan s'établit à 21 morts et 11 blessés grièvement brûlés. C'est une fêlure dans l'acier d'un essieu ayant entraîné sa rupture puis l'affaissement du wagon et son déraillement qui serait à l'origine de la catastrophe, selon les premiers éléments de l'enquête. L'agence nationale pour la sécurité ferroviaire a décidé jeudi l'immobilisation immédiate de ce type de wagons qui appartiennent à la société américaine GATX.

- Samedi 4 juillet 2009 : quelque 3 000 personnes ont manifesté contre l'agrandissement en cours de la base américaine de Vicence (nord-est) à quelques jours de la venue du président Barack Obama pour le G8. Des échauffourées ont opposé environ 300 jeunes manifestants aux policiers.

- Dimanche 5 juillet 2009 : le chef du gouvernement, Silvio Berlusconi, admet « ne pas avoir tenu ses promesses » en ce qui concerne l'aide à l'Afrique : « Je regrette de ne pas avoir tenu les promesses […] Nous nous sommes fait prendre par tout ce qui nous est tombé dessus. La crise, le tremblement de terre. Nous avons aussi une situation de fort conflit avec l'opposition, des juges qui attaquent […] Nous avons commis une erreur […] quand on prend un engagement, il faut le tenir. Nous sommes en retard et ce retard, il faut le combler ». L'Italie n'a pour l'instant accordé que 3 % de l'aide promise à l'Afrique lors du sommet du G8 de Gleneagles, en Écosse, en 2005. Le chanteur de rock et militant irlandais Bob Geldof a lancé samedi cette accusation contre l'Italie, hôte la semaine prochaine du sommet du G8 à L'Aquila, affirmant que « la crédibilté » de Silvio Berlusconi « est en jeu »[25].

- Lundi 6 juillet 2009 : le président Hu Jintao est en visite officielle à Rome (Italie) où il a signé sept accords commerciaux d'une valeur de plus d'un milliard d'euros : usine de fabrication de voiture Fiat en Chine, développement des investissements chinois en Italie et des investissements italiens en Chine, entrée de l'assureur Generali pour 30 % dans une société chinoise de gestion du patrimoine[26].

- Mardi 7 juillet 2009 : des manifestations de faible ampleur de jeunes étudiants contestataires et alter-mondialistes se sont déroulées dans les rues de Rome contre le sommet du G8 et 36 manifestants ont été interpellés, dont 27 Italiens, à l'issue de heurts autour de l'Université. Plus tôt dans la matinée, cinq Français âgés de 25 à 35 ans, avaient été interpellés en possession de gourdins à L'Aquila près de la caserne de la garde des Finances qui doit abriter du 8 au 10 juillet le sommet du G8[27].

- Dimanche 12 juillet 2009, Rome : environ 1 000 voitures sont détruites dans l'incendie d'un dépôt situé dans les quartiers sud.

- Lundi 13 juillet 2009 :
  - un Kosovar de 36 ans, Muharem Gashi, recherché pour crimes de guerre par la justice serbe pour crimes de guerre perpétrés au Kosovo contre des civils serbes, a été arrêté près de Rimini. Chauffeur de poids lourds, il vivait à Bellaria comme réfugié politique;
  - le bilan de la catastrophe de Viareggio est de 26 morts.

- Mardi 14 juillet 2009 : la police a saisi des biens appartenant à des 5 membres du clan des Casalesi, le plus sanguinaire de la Camorra napolitaine, et à 30 de leurs prête-noms, pour une valeur de plus de 50 millions d'euros, comprenant sociétés (bars, BTP, commerces), 13 voitures et 28 biens immobiliers[28].

- Mercredi 22 juillet 2009 :
  - selon l'Union cycliste internationale, le coureur cycliste italien Danilo Di Luca (33 ans) a fait l'objet de deux contrôles antidopage positif à l'EPO Cera pendant le Giro qu'il a terminé à la deuxième place;
  - la France et l'Italie ont signé à Rome un accord de coopération dans le domaine de la recherche nucléaire et des énergies renouvelables, entre les présidents du Commissariat français à l'énergie atomique (CEA), Bernard Bigot, et de l'entité italienne pour les nouvelles technologies, l'énergie et l'environnement (ENEA), Luigi Paganetto. Cet accord-cadre de coopération en matière de nucléaire civil couvre toute la filière, de la recherche au traitement des déchets en passant par la construction des centrales. Selon le ministre du Développement économique Claudio Scajola : « L'Italie est rentrée à nouveau dans le nucléaire. Les Italiens ont compris que sans énergie, il n'y a pas de développement et que sans énergie nucléaire, il n'y a pas de compétitivité économique »[29].

- Jeudi 23 juillet 2009, Sardaigne : la région de Sassari (nord) est frappée par plusieurs incendies qui ont tué deux hommes et intoxiqué plusieurs dizaines d'autres personnes. Quelque 10 000 hectares de maquis ont été détruits par les flammes.

- Vendredi 24 juillet 2009 : cinq épaves de vaisseaux marchands romains, datant du Ier siècle av. J.-C. pour le plus ancien, au Ve siècle de notre ère pour le plus récent, ont été repérées par plus de 100 mètres de fond par des archéologues au large de l'île de Ventotene. Située à mi-chemin entre Rome et Naples, en mer Tyrrhénienne, l'île était connue dans l'Antiquité sous le nom de Pandataria et servait d'abri aux navires durant les tempêtes et de lieu d'exil pour les nobles romains en disgrâce[30].

- Dimanche 26 juillet 2009 :
  - aux Championnats du monde de natation à Rome, la nageuse Federica Pellegrini a battu en finale le record du monde du 400 m nage libre dames en 3 min 59 s 15;
  - durant le week-end, une vingtaine d'incendies ont détruit près de 25 000 hectares de bois, maquis et forêts en Sardaigne, Sicile, Calabre et Basilicate.

- Lundi 27 juillet 2009 :
  - une polémique se développe sur la présence du contingent italien en Afghanistan entre le ministre de la Défense Ignazio La Russa et le ministre des Réformes Umberto Rossi, chef de la Ligue du Nord, après que trois soldats italiens eurent été légèrement blessés;
  - un bateau de pêche turc avec 25 Kurdes irakiens et iraniens s'est échoué près de la commune de Bianco sur la côte de calabre.

- Mardi 28 juillet 2009 :
  - un accord a été trouvé pour un plan de sauvetage entre le groupe immobilier Risanamento, en grande difficulté financière, et les banques créancières. Le groupe croule sous une dette de près de 3 milliards d'euros;
  - aux Championnats du monde de natation à Rome, la nageuse Federica Pellegrini a battu en demi-finale le record du monde du 200 m nage libre dames en 1 min 53 s 67;
  - la police annonce le démantèlement d'une imprimerie clandestine de faux billets en euros Gricignano d'Aversa (sud), environ 7 millions en faux billets de 50 euros de très bonne qualité ont été saisis et deux personnes arrêtées[31].

- Mercredi 29 juillet 2009 :
  - des policiers sont mis en cause par la justice pour avoir manipulé l'enquête sur l'assassinat du juge sicilien Paolo Borsellino le 19 juillet 1992, tué par la mafia avec cinq de ses gardes du corps. Cette enquête a été rouverte il y a quelques mois à la suite de déclarations d'un repenti et de deux autres mafieux[32];
  - le chef du gouvernement Silvio Berlusconi passera une partie de ses vacances du mois d'août dans la caserne de la police financière de L'Aquila, la ville des Abruzzes frappée par un violent séisme où s'est déroulé le sommet du G8 au début du mois;
  - aux Championnats du monde de natation à Rome, la nageuse Federica Pellegrini a battu en finale le record du monde du 200 m nage libre dames en 1 min 52 s 98.

- Vendredi 31 juillet 2009 : le gouvernement a débloqué plus de quatre milliards d'euros pour la Sicile, pour calmer les tentations sécessionnistes d'élus de la majorité du sud, qui menaçaient de créer un « Parti du Sud » à l'instar de la Ligue du Nord. 43 % des fonds iront à des projets d'infrastructure et 14 % à des mesures de soutien à la productivité.

### Août 2009
- Samedi 15 août 2009 : sept communes du Haut-Valmarecchia (Casteldelci, Maiolo, Novafeltria, Pennabilli, San Leo, Sant'Agata Feltria et Talamello) sont détachées, en application des résultats d'un référendum tenu les 17 et 18 décembre 2006, de la province de Pesaro et Urbino dans la région des Marches, à laquelle elles appartenaient depuis l'unification de l'Italie en 1860 pour être rattachée à celle de Rimini, en Émilie-Romagne. Sur cette modification territoriale, pourtant pleinement entrée en vigueur, pèse encore le recours de la région des Marches devant la Cour constitutionnelle.

### Septembre 2009
- Mardi 15 septembre 2009 : crime d'honneur à Pordenone (N.-E.). Meurtre de Sanaa Dafani, 18 ans, d'origine marocaine, quasi décapitée par son père qui lui reprochait sa relation avec un Italien[33],[34].

### Novembre 2009
- Mardi 3 novembre 2009 : la Cour européenne des droits de l'Homme condamne l'Italie pour la présence de crucifix dans les salles de classe. Toute la classe politique italienne de gauche à droite exprime son indignation.

## Culture

### Cinéma

#### Films italiens sortis en 2009
- 17 avril : Nemico pubblico N. 1 - L'ora della fuga (L'Ennemi public n° 1), film franco-canado-italien de Jean-François Richet
- 5 septembre : Io sono l'Amore, film de Luca Guadagnino
- 11 septembre : Il grande sogno, film de Michele Placido

#### Autres films sortis en Italie en 2009
- x

#### Mostra de Venise
- Lion d'or : Lebanon de Samuel Maoz
- Coupe Volpi pour la meilleure interprétation féminine : Kseniya Rappoport pour L'Heure du crime de Giuseppe Capotondi
- Coupe Volpi pour la meilleure interprétation masculine : Colin Firth pour A Single Man de Tom Ford

### Littérature

#### Livres parus en 2009
- Mario Soldati, Romanzi brevi e racconti, introd. Bruno Falcetto (Mondadori)  (ISBN 978-88-04-54465-4)

#### Prix et récompenses
- Prix Strega : Tiziano Scarpa, Stabat Mater (Einaudi)
- Prix Bagutta : Melania Mazzucco La lunga attesa dell'angelo (Rizzoli)
- Prix Bancarella : Donato Carrisi, Le Chuchoteur
- Prix Campiello : Margaret Mazzantini, Venuto al mondo (Venir au monde)
- Prix Napoli : Alessandro Leogrande, Uomini e caporali (Mondadori)
- Prix Stresa : Giuseppe Conte, L’adultera, Longanesi
- Prix Viareggio :
  - Roman : Edith Bruck, Quanta stella c'è nel cielo (Garzanti)
  - Essai : Adriano Prosperi, Giustizia bendata (Einaudi)
  - Poésie : Ennio Cavalli, Libro Grosso (Aragno)

## Décès en 2009
- 2 janvier : Valentina Giovagnini, 28 ans, chanteuse[35]. (° 6 avril 1980)
- 30 janvier : Lino Aldani, 83 ans, écrivain de science-fiction [36]. (° 29 mars 1926).
- 18 mars : Gianni Giansanti, 52 ans, photojournaliste, récompensé par trois World Press. (° 1956)

#### Articles sur l'année 2009 en Italie
- Élections européennes de 2009 en Italie
- 35e sommet du G8
- Séisme de 2009 à L'Aquila

#### L'année sportive 2009 en Italie
- Jeux méditerranéens 2009
- Championnats du monde de natation 2009
- Championnats d'Europe d'athlétisme en salle 2009
- Championnats d'Europe de gymnastique artistique 2009
- Championnat d'Italie de football 2008-2009
- Championnat d'Italie de football 2009-2010
- Supercoupe d'Italie de football 2009
- Championnat d'Italie de rugby à XV 2008-2009
- Championnat d'Italie de rugby à XV 2009-2010
- Grand Prix automobile d'Italie 2009
- Milan-San Remo 2009
- Tour d'Italie 2009
- Masters de Rome 2009

#### L'année 2009 dans le reste du monde
- 2009 par pays en Afrique
- 2009 par pays en Amérique, 2009 aux États-Unis
- 2009 par pays en Asie, 2009 en Chine
- 2009 par pays en Europe, 2009 dans l'Union européenne
- 2009 par pays en Océanie
- 2009 par pays au Proche-Orient
- 2009 aux Nations unies